# Euphorbia polycephala
Euphorbia polycephala là một loài thực vật có hoa trong họ Đại kích. Loài này được Marloth mô tả khoa học đầu tiên năm 1931.

## Hình ảnh

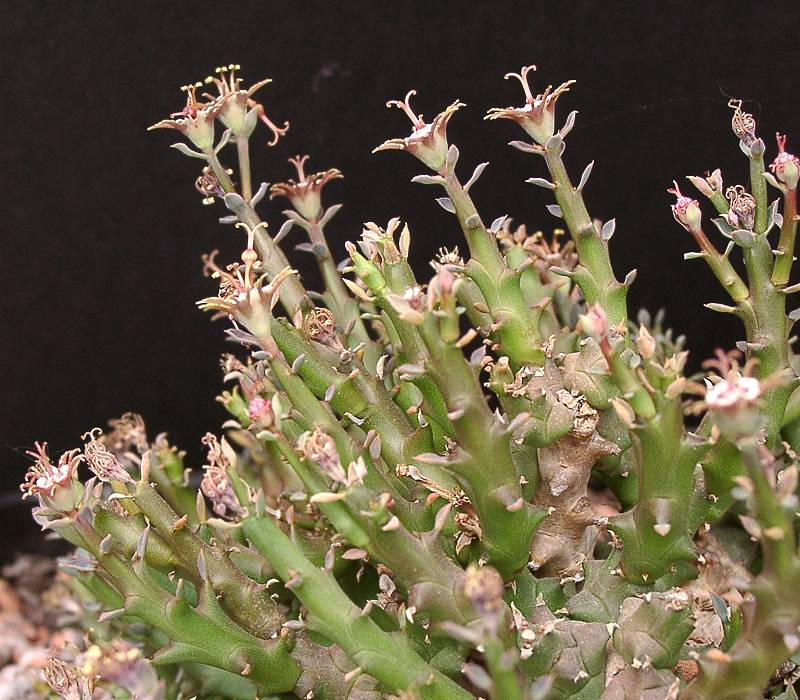